# ヒドロキシメチルグルタリルCoAレダクターゼ
ヒドロキシメチルグルタリルCoAレダクターゼ（hydroxymethylglutaryl-CoA reductase）またはHMG-CoAレダクターゼ（HMG-CoA reductase）は、次の化学反応を触媒する酸化還元酵素である。メバロン酸経路に含まれる酵素の一つであり、テルペノイドやイソプレノイド生合成に関与する。ヒドロキシメチルグルタリルCoAレダクターゼ（NADPH）と機能的に同等である。
(R)-メバロン酸 + CoA + 2 NAD+ {\displaystyle \rightleftharpoons } (S)-3-ヒドロキシ-3-メチルグルタリルCoA + 2 NADH + 2 H+
反応式の通り、この酵素の基質は(R)-メバロン酸とNAD+、生成物は(S)-3-ヒドロキシ-3-メチルグルタリルCoAとNADHとH+である。
組織名は(R)-mevalonate:NAD+ oxidoreductase (CoA-acylating)で、別名にβ-hydroxy-β-methylglutaryl coenzyme A reductase, β-hydroxy-β-methylglutaryl CoA-reductase, 3-hydroxy-3-methylglutaryl coenzyme A reductase, hydroxymethylglutaryl coenzyme A reductaseがある。